# Гурам Ферселідзе
Гурам Ферселідзе (груз. გურამ ფერსელიძე; нар. 16 жовтня 1985, Хелвачаурі, Аджарська АРСР, Грузинська РСР) — грузинський борець греко-римського стилю, бронзовий призер чемпіонату Європи, учасник Олімпійських ігор.

## Життєпис
Боротьбою почав займатися з 2000 року. У першій збірній команді Грузії виступає з 2008 року. Найбільшого успіху досяг на чемпіонаті Європи 2013 року, коли здобув бронзову нагороду. На Олімпійських іграх 2012 року в Лондоні теж виступив доволі успішно. Діставшись чвертьфіналу, він поступився там наразі триразовому олімпійському чемпіону, кубинцю Міхайну Лопесу, який йшов тоді до свого другого титулу. Це дало змогу грузинському спортсмену на шанс поборотися за бронзову нагороду. Однак, вигравши перший втішний поєдинок в Абдельрахмана Ель-Трабілі з Єгипту, Ферселідзе поступився у сутичці за третє місце Ризі Каяалпу з Туреччини.
Тренери — Заза Дшибладзе, Важа Кравжашвілі.

## Спортивні результати на міжнародних змаганнях

### Виступи на Олімпіадах
| Змагання                    | Збірна | Вагова категорія                  | Місце |
| --------------------------- | ------ | --------------------------------- | ----- |
| Літні Олімпійські ігри 2012 | Грузія | греко-римська боротьба, до 120 кг | 5     |

### Виступи на Чемпіонатах світу
| Змагання                        | Збірна | Вагова категорія                  | Місце |
| ------------------------------- | ------ | --------------------------------- | ----- |
| Чемпіонат світу з боротьби 2009 | Грузія | греко-римська боротьба, до 120 кг | 11    |
| Чемпіонат світу з боротьби 2010 | Грузія | греко-римська боротьба, до 120 кг | 10    |

### Виступи на Чемпіонатах Європи
| Змагання                         | Збірна | Вагова категорія                  | Місце  |
| -------------------------------- | ------ | --------------------------------- | ------ |
| Чемпіонат Європи з боротьби 2008 | Грузія | греко-римська боротьба, до 120 кг | 8      |
| Чемпіонат Європи з боротьби 2009 | Грузія | греко-римська боротьба, до 120 кг | 16     |
| Чемпіонат Європи з боротьби 2012 | Грузія | греко-римська боротьба, до 120 кг | 10     |
| Чемпіонат Європи з боротьби 2013 | Грузія | греко-римська боротьба, до 120 кг | Бронза |
| Чемпіонат Європи з боротьби 2014 | Грузія | греко-римська боротьба, до 130 кг | 12     |

### Виступи на Кубках світу
| Змагання                    | Збірна | Вагова категорія                  | Місце |
| --------------------------- | ------ | --------------------------------- | ----- |
| Кубок світу з боротьби 2008 | Грузія | греко-римська боротьба, до 120 кг | 6     |

### Виступи на інших змаганнях
| Змагання                                                        | Збірна | Вагова категорія                  | Місце  |
| --------------------------------------------------------------- | ------ | --------------------------------- | ------ |
| Золотий Гран-прі з боротьби 2008                                | Грузія | греко-римська боротьба, до 120 кг | Срібло |
| Золотий Гран-прі з боротьби 2009                                | Грузія | греко-римська боротьба, до 120 кг | 7      |
| Золотий Гран-прі з боротьби 2010 (Тбілісі)                      | Грузія | греко-римська боротьба, до 120 кг | Бронза |
| Турнір Дана Колова — Николи Петрова 2012                        | Грузія | греко-римська боротьба, до 120 кг | 7      |
| Олімпійський кваліфікаційний турнір з боротьби 2012 (Тайюань)   | Грузія | греко-римська боротьба, до 120 кг | 5      |
| Олімпійський кваліфікаційний турнір з боротьби 2012 (Гельсінкі) | Грузія | греко-римська боротьба, до 120 кг | Срібло |
| Гран-прі Німеччини з боротьби 2012                              | Грузія | греко-римська боротьба, до 120 кг | 7      |
| Золотий Гран-прі з боротьби 2013 (Сомбатгей)                    | Грузія | греко-римська боротьба, до 120 кг | Срібло |
| Вогні Москви 2013                                               | Грузія | греко-римська боротьба, до 120 кг | Срібло |
| Золотий Гран-прі з боротьби 2013 (Баку)                         | Грузія | греко-римська боротьба, до 120 кг | 11     |
| Турнір Вехбі Емре 2014                                          | Грузія | греко-римська боротьба, до 130 кг | 10     |
| Турнір Вехбі Емре і Гаміта Каплана 2015                         | Грузія | греко-римська боротьба, до 130 кг | 10     |

### Виступи на змаганнях молодших вікових груп
| Змагання                                       | Збірна | Вагова категорія                  | Місце |
| ---------------------------------------------- | ------ | --------------------------------- | ----- |
| Чемпіонат Європи з боротьби серед кадетів 2004 | Грузія | греко-римська боротьба, до 100 кг | 8     |